# Бугоровка
Бугоровка — упразднённая деревня, вошедшая в состав города Стерлитамака Республики Башкортостан. Основана в 1870-е годы, со 2-й половины 1950-х гг. в черте г. Стерлитамак (по данным ЭБЭ).

## География
Расположен на левом берегу реки Белой.

### Географическое положение
По данным на 1 июня 1952 года расположено в 5 км от центра района — города Стерлитамака, в 7 км от центра сельсовета — села Левашёво, в 5 км от ближайшей железнодорожной станции Стерлитамак.

### Климат
Климат умеренный континентальный. Зима довольно холодная и снежная. Лето тёплое, иногда жаркое.
- Среднегодовая температура воздуха — 4,1 °C
- Относительная влажность воздуха — 72,0 %
- Средняя скорость ветра — 3,5 м/с

## История
Основана в 1870-е год стерлитамакскими мещанами на землях, купленных у помещицы А. Бухвостовой, находивишеся возле её семейного имения Аделаидовка. Позже произошло слияние двух деревень, и Бугровка приобрела второе и третье название Бухвостово, Аделаидовка (так, например, приводит, «Сборник статистических сведений по Уфимской губернии». Изд. Уф. губ. зем. управы. Том VII. Часть 1-я. Свод естественно — исторических и экономических данных. Уфа.1901 С.248), к 1925 году остались два названия: Бугоровка (основное) и Аделаидовка (второе). Так, Бугоровка (Аделаидовка), именуется деревня в данных переписей 1920, 1925 гг.
Входила в состав Резановской волости Стерлитамакского уезда Уфимской губернии.
К 1926 году входила в Ашкадарскую волость Стерлитамакского уезда Стерлитамакского кантона.
В 1941 году между деревнями Бугоровка и Левашовка началось строительство содового комбината.
К 1952 году и вплоть до включения в состав города входила в Левашёвский сельсовет Стерлитамакского района БАССР.

## Население
По данным, приводимых «Башкирской энциклопедией», в 1896 в 33 дворах проживало 184 человека, в 1906—172; 1920—208; 1939—314.
В 1920 г. в деревне проживало преимущественно русские, на 40 дворах 208 человек (90 мужчин, 118 женщин). В 1925 году было 44 двора.

## Инфраструктура
Было личное подсобное хозяйство.
В 21 веке на территории деревни находится гаражный кооператив «Бугоровка»